# 太祖宮
太祖宮（たいそぐう）は、太祖神社とも称し、上宮と下宮からなる神社である。福岡県糟屋郡篠栗町に鎮座。
創建は不明であるが、神功皇后による三韓征伐の伝承が残る神社で、江戸時代、黒田長政により社殿が整備された記録が残る。
上宮は若杉山に、下宮はその麓にあり、秋には地元の神楽が奉納される。